# Cyathea caracasana
Cyathea caracasana är en ormbunkeart som först beskrevs av Kl., och fick sitt nu gällande namn av Karel Domin. Cyathea caracasana ingår i släktet Cyathea och familjen Cyatheaceae.

## Underarter
Arten delas in i följande underarter:
- C. c. boliviensis
- C. c. chimborazensis
- C. c. maxonii
- C. c. meridensis